# Potamiá (ort i Grekland, Epirus, Thesprotia)
Potamiá är en ort i Grekland.   Den ligger i prefekturen Thesprotia och regionen Epirus, i den västra delen av landet, 300 km nordväst om huvudstaden Aten. Potamiá ligger 51 meter över havet och antalet invånare är 258.
Terrängen runt Potamiá är kuperad åt sydväst, men åt nordost är den bergig.Runt Potamiá är det ganska glesbefolkat, med 34 invånare per kvadratkilometer. Närmaste större samhälle är Kanaláki, 9,4 km söder om Potamiá. == Kommentarer ==
1. ↑  Framräknat ur variansen i alla höjduppgifter (DEM 3") från Viewfinder Panoramas, inom 10 km radie.[2] Mer om algoritmen finns här: Användare:Lsjbot/Algoritmer.